# Харілья (Касерес)
Харілья (ісп. Jarilla) — муніципалітет в Іспанії, у складі автономної спільноти Естремадура, у провінції Касерес. Населення — 153 особи (2010).
Муніципалітет розташований на відстані близько 200 км на захід від Мадрида, 85 км на північ від Касереса.

## Демографія
Динаміка населення (INE ):

## Галерея зображень
- Розташування муніципалітету у провінції Касерес